# Argot des prisons
L'argot des prisons ou arabe carcéral est l'argot parlé par les détenus en milieu carcéral, afin de faire passer entre eux des messages qui ne soient pas compris par les surveillants.